# Alex Král
Alex Král (Košice, 19 de mayo de 1998) es un futbolista checo que juega en la demarcación de centrocampista para el F. C. Union Berlin de la 1. Bundesliga.

## Biografía
Tras formarse como futbolista en el F. K. Teplice, finalmente en 2017 ascendió al primer equipo, con el que hizo su debut el 7 de mayo de 2017 en un encuentro de la Liga de Fútbol de la República Checa contra el FC Hradec Králové que finalizó con un resultado de 0-2 a favor del club de Teplice. En el mercado invernal de 2019, en enero, fichó por el Slavia de Praga. Allí jugó 29 partidos hasta su marcha a finales de agosto al F. C. Spartak de Moscú a cambio de 12 millones de euros, siendo la segunda transferencia más elevada de un jugador de la liga checa hacia el extranjero.
En Moscú permaneció dos años antes de marcharse a finales de agosto a la Premier League para jugar cedido en el West Ham United F. C. Debutó el 22 de septiembre en la Copa de la Liga ante el Manchester United F. C. Para estrenarse en la competición liguera tuvo que esperar hasta final de año; lo hizo el 28 de diciembre jugando los últimos minutos de un triunfo por uno a cuatro en campo del Watford F. C.
Tras haber expirado la cesión en el conjunto londinense, el Spartak de Moscú anunció que el jugador había decidido suspender su contrato hasta el 30 de junio de 2023 para poder jugar en otro equipo, y el 14 de julio se unió al F. C. Schalke 04. La temporada siguiente siguió aprovechándose de la medida concedida por la FIFA, debido al conflicto entre Rusia y Ucrania, y recaló en el F. C. Union Berlin. Este equipo lo prestó en agosto de 2024 al R. C. D. Espanyol.

## Selección nacional
El 26 de marzo de 2019 debutó con la selección de la República Checa ante Brasil. Dos años después fue convocado para participar en la Eurocopa 2020, torneo en el que los checos llegaron a cuartos de final.

### Participaciones en Eurocopas
| Copa          | Sede   | Resultado        | Partidos | Goles |
| ------------- | ------ | ---------------- | -------- | ----- |
| Eurocopa 2020 | Europa | Cuartos de final | 4        | 0     |

## Clubes
Actualizado al último partido disputado el 24 de mayo de 2025.
| Club                           | País            | Año       | Partidos | Goles |
| ------------------------------ | --------------- | --------- | -------- | ----- |
| F. K. Teplice                  | República Checa | 2017-2019 | 48       | 2     |
| Slavia de Praga                | República Checa | 2019      | 29       | 1     |
| F. C. Spartak de Moscú         | Rusia           | 2019-2021 | 60       | 0     |
| West Ham United F. C. (cedido) | Inglaterra      | 2021-2022 | 6        | 0     |
| F. C. Schalke 04 (cedido)      | Alemania        | 2022-2023 | 31       | 0     |
| F. C. Union Berlin (cedido)    | Alemania        | 2023-2024 | 32       | 1     |
| R. C. D. Espanyol (cedido)     | España          | 2024-2025 | 39       | 0     |
| F. C. Union Berlin             | Alemania        | 2025-     |          |       |

## Palmarés

### Títulos nacionales
| Título                               | Club            | País            | Año  |
| ------------------------------------ | --------------- | --------------- | ---- |
| Liga de Fútbol de la República Checa | Slavia de Praga | República Checa | 2019 |
| Copa de la República Checa           | Slavia de Praga | República Checa | 2019 |